# باتريك جليسون
باتريك جليسون (بالإنجليزية: Patrick Gleason)‏ هو فنان قصص مصورة أمريكي، ولد في 1950.